# Medan Tenggara
Medan Tenggara is een bestuurslaag in het regentschap Medan van de provincie Noord-Sumatra, Indonesië. Medan Tenggara telt 17.805 inwoners (volkstelling 2010).